# かば大王さま
『かば大王さま』（かばだいおうさま）は、新関健之助による日本の漫画作品である。

## 解説
かば大王とその周囲の者たちの生活を描いた漫画作品で、登場キャラクターの多くは擬人化された動物である。中村書店から単行本が出版されていたほか、幼年版が集英社の『幼年ブック』に掲載されていた。1971年には筑摩書房より、少年漫画劇場の第11巻目として馬場のぼるの『ポストくん』などとともに収録された。著作権の消滅に伴い、マンガ図書館Zにて本作の配信が行われている。

## 主な登場人物
かば大王さま
本作のタイトルキャラクター。
ブートン
かば大王さまの料理人。

## 書誌情報
中村書店より刊行。
- かば大王さま （1952年（昭和27年）発行）
- かば大王さま（1954年（昭和29年）発行)

集英社より刊行
- カバ大王さま （1952年（昭和27年）発行）

### 復刻版
筑摩書房より1971年に刊行。
- 少年漫画劇場 11 ユーモア編 
  - 馬場のぼるの『ポストくん』『ブウタン』『ポコタン』とともに収録。